# José Manuel Villalpando César
José Manuel Villalpando César (Ciudad de México, 4 de octubre de 1957) es un divulgador histórico mexicano.
Estudió Derecho en la Escuela Libre de Derecho, donde es catedrático en la materia de Historia del Derecho Patrio desde 1986 hasta la fecha. Ha publicado cuarenta y cinco libros y centenares de ensayos y artículos en esa especialidad, así como también ha trasmitido más de mil horas en medios masivos de comunicación sobre temas de historia.[cita requerida]

## Carrera y reconocimientos
De 1988 a 1998, Villalpando se desempeñó como Coordinador de Investigación Histórica de Editorial Clío. A partir de ese año ha sido prosecretario y secretario general de la Escuela Libre de Derecho. En 2003 fue nombrado profesor invitado en el Colegio de Defensa Nacional, donde imparte cursos desde ese mismo año; también es profesor invitado en el Centro de Estudios Superiores Navales. Tuvo a su cargo la investigación y asesoría histórica de la telebiografía El vuelo del águila (1994) y fue guionista y adaptador de la telenovela  La antorcha encendida (1996).
Por 30 años ininterrumpidos ha encontrado en la radio nacional el vehículo idóneo para divulgar la historia mexicana, primero como comentarista histórico del noticiero Monitor (1993-1999) y titular del programa Monitor en la Historia (2000-2007); de 2008 a 2012 fue titular del programa dominical El siglo XIX, trasmitido por el IMER. Desde 2013 y hasta 2023 trasmitió el programa La historia que quiero vivir..., a través de Radio Fórmula.
Obtuvo en 1990 el Premio Nacional a la mejor recreación literaria sobre los símbolos patrios con el cuento El abanderado y, en 2005, el Premio Nacional de Historia, otorgado por la Sociedad Neolonesa de Historia y Geografía. En 2017, la Secretaría de la Defensa Nacional le concedió la condecoración "Victoria de la República", por su trayectoria como historiador de las fuerzas armadas mexicanas.
Durante 2009 y 2010 se desempeñó como coordinador ejecutivo nacional de la Comisión Nacional Organizadora de las Conmemoraciones de 2010 para el Bicentenario de la Independencia de México.  Fue director general del Instituto Nacional de Estudios Históricos de las Revoluciones de México (INEHRM), de 2008 al 2012.
Actualmente es Secretario Académico de la Escuela Libre de Derecho, en la Ciudad de México.

## Publicaciones
Sus 45 libros publicados son los siguientes:
1. El Panteón de San Fernando. Porrúa (1981).
2. Introducción al Derecho Militar Mexicano. Escuela Libre de Derecho (1991).
3. Maximiliano frente a sus jueces. Escuela Libre de Derecho (1993).
4. En pie de guerra: La guerra de Independencia, 1810-1821. Clío (1996).
5. Las balas del invasor: la expansión territorial de los Estados Unidos a costa de México. Miguel Ángel Porrúa (1998).
6. Amores Mexicanos. Planeta (1998).
7. Maximiliano. Clío (1999).
8. Diario de Clara Eugenia. Planeta (1999).
9. Mi gobierno será detestado. Las memorias que nunca escribió don Félix María Calleja, virrey de la Nueva España y frustrado libertador de México. Planeta (2000).
10. El Virrey. Las memorias perdidas de Felícitas de Saint Maxent, condesa Gálvez y virreina de la Nueva España. Planeta (2001).
11. Los presidentes de México. En coautoría con Alejandro Rosas. Planeta (2001).
12. Benito Juárez. Planeta Agostini (2002).
13. Miguel Hidalgo. Planeta Agostini (2002).
14. Las Fuerzas Armadas y la Ley. Escuela Libre de Derecho (2002).
15. Antonio López de Santa Anna. Planeta Agostini (2003).
16. Miguel Miramón. Planeta Agostini (2003).
17. Historia de México a través de sus gobernantes. En coautoría con Alejandro Rosas. Planeta (2003).
18. La silla vacía. Historia de la suplencia presidencial en México. Planeta (2003).
19. Niños Héroes. Planeta Agostini (2003).
20. La Virgen de Guadalupe: una biografía. Planeta Agostini (2004).
21. José López Portillo. Planeta Agostini (2004).
22. Yo emperador. Planeta (2005).
23. Benito Juárez, una visión crítica en el bicentenario de su natalicio. Planeta (2006).
24. Historia de BANOBRAS y de la banca de desarrollo en México. BANOBRAS (2006).
25. Muertes históricas. En coautoría con Alejandro Rosas. Planeta (2008).
26. Batallas por la historia. Planeta (2008).
27. La Independencia de México. Nostra Ediciones (2009).
28. La guerra de Independencia. Lumen (2009).
29. La Decena Trágica. Diana (2009).
30. Honores a mi bandera. Diana (2011).
31. Libre en la Libre. Escuela Libre de Derecho (2011).
32. Vida de Marquesa. Diana (2012).
33. Abc de la Libre, texto del libro Cien temporadas de lluvia. Escuela Libre de Derecho (2012).
34. Una furtiva lágrima. Diana (2013).
35. Enseñanza del Derecho y vocación del abogado. Porrúa (2014).
36. Centenario de la Soberana Convención de Aguascalientes 1914-2014. Gobierno del Estado de Aguascalientes (2014).
37. Morelos en Ecatepec. Bicentenario de su ejecución. Gobierno del Estado de México (2015).
38. Junio de 1970, ese mes inolvidable. Antigua Librería Madero (2015).
39. Maximiliano, el juicio de la historia. Grijalbo (2017).
40. Conversaciones sobre historia de Los Cabos, B.C.S., Cabo Mil (2018).
41. Diario de Navegación; la historia de Pepe el timonel. Grijalbo (2018).
42. Los colores lejanos del recuerdo; crónica de la Escuela Libre de Derecho 1912-1933. Porrúa (2018).
43. Los Libertadores toman café. Grijalbo (2020)
44. En busca del tiempo pasado. Vivencias y experiencias de un apasionado de la historia de México." Porrúa (2020)
45. "Postales de París. Instantáneas de mexicanos en la ciudad luz, 1803-1957." Grijalbo (2021)